# Utricularia appendiculata
Utricularia appendiculata — вид рослин із родини пухирникових (Lentibulariaceae).

## Біоморфологічна характеристика
Наземна трава. Ризоїди і столони капілярні, численні. Листків лінійні, 1-жилкові, до 3 см завдовжки й 1.5–3 мм ушир. Пастки численні, яйцюваті, 0.8–1.0 мм завдовжки; рот бічний, косий; верхня губа з одним змінним, але зазвичай 3-розгалуженим відростком ± вигнутим над ротом. Суцвіття ниткоподібне, скручене, до 60 см, зверху голе, біля основи дрібно-сосочкове; квіток 1–8, віддалених. Частки чашечки дуже нерівні; верхня широко ромбувата, ± 3 мм завдовжки; нижня яйцювата чи яйцювато-довгаста, значно вужча верхньої, верхівка зрізана. Віночок білий, кремовий чи блідо-жовтий, 5–9 мм завдовжки; верхня губа довгаста, верхівка зрізана чи виїмчаста; нижня губа кругла, верхівка ціла чи виїмчаста; шпора вузько-циліндрична, вигнута, ± довжиною до нижньої губи. Коробочка куляста. Насіння дуже численне, вузько-циліндричне.

## Поширення
Вид поширений у тропічній Африці (Бурунді, Камерун, Центральноафриканська Республіка, Конго, Габон, Мадагаскар, Малаві, Мозамбік, Танзанія, Уганда, Замбія, Заїр, Зімбабве).

## Спосіб життя
Зазвичай населяє постійно вологі болота й болотисті місцевості, часто серед осоки й очерету; на висотах від 1500 до 1860 метрів.